# Cytron
Cytron es un videojuego desarrollado por el estudio Lunatic Software para Commodore Amiga y publicado por Psygnosis en 1992.

## Jugabilidad
Cytron es un juego de acción/aventura tipo laberinto futurista al estilo Gauntlet. La historia relata que, en unas instalaciones de investigación remotas, los robots que servían a los investigadores se han descontrolado y han tomado a los científicos como rehenes. La Tierra envía un robot controlado a distancia llamado Cytron para rescatar a los investigadores.
El jugador controla a Cytron utilizando un joystick o un ratón. Una idea novedosa del juego es que Cytron puede dividirse en dos robots más pequeños, Cyt y Ron, los cuales pueden ser controlados individualmente y luego unirse nuevamente. Tanto Cyt, Ron como Cytron pueden usar diversas armas, y existen terminales informáticos en distintos puntos de los laberintos que permiten acceder a varias instalaciones.